# Bindentinamu

Verbreitungsgebiet des Bindentinamus

Der Bindentinamu (Crypturellus casiquiare), Syn. Crypturornis casiquiare ist eine Vogelart aus der Familie der Steißhühner (Tinamidae).
Der Vogel kommt im äußersten Osten Kolumbiens (Vaupés) und im äußersten Süden Venezuelas (Amazonas) vor, ferner gibt es eine anscheinend isolierte Population im äußersten Nordosten Perus (Region Loreto).
Der Lebensraum umfasst dichtes Unterholz in feuchten Tropenwäldern, Sekundärwald, Bannwald und Waldränder oberhalb von 200 m Höhe bis mittlere Berglagen, hauptsächlich sandige Wälder am oberen Orinoco und Rio Negro.
Der Artzusatz bezieht sich auf den Brazo Casiquiare.

## Merkmale
Die Art ist mit 25–27 cm ein kleiner Tinamu mit rotbraunem Kopf und deutlichem Kontrast zwischen brauner breit gebänderter Oberseite und grauer Brust und Unterseite.
Kopf und Nacken sind leuchtend kastanienbraun, am Scheitel sichtbare schwarze Federbasis, Gesicht und Kopfseiten sind mehr rotbraun. Die Oberseite ist kräftig schwarz bis rotbraun gebändert, Stirn und Brust sind blass grau, die Flanken schwarz gebändert. Die Kehle ist ausgedehnt weiß und geht in helle weißliche Unterseite über. Die Unterschwanzdecken sind ockerfarben mit etwas schwarzer Zeichnung.
Die Iris ist dunkelbraun, der Oberschnabel schwärzlich, der Unterschnabel gelblich bis hornfarben. Die Beine sind gelb bis grau-gelb.
Das Weibchen ist etwas größer und farbiger. Jungvögel sind matter und brauner gebändert, tragen weiße Flecken auf den Flügeldecken und haben einen rotbraunen Brustfleck.
Die Art ähnelt dem Rotbrusttinamu (C. variegatus), hat aber keine staubgraue Färbung an Kopf, Brust und Unterseite.

## Geografische Variation
Die Art ist monotypisch.

## Stimme
Der Gesang wird als schneller und langsamer werdende Folge von klaren Pfeiftönen beschrieben, sowie als charakteristischer tiefer widerhallender Ruf bis zu einer Minute anhaltend, in der Morgen- und Abenddämmerung.

## Lebensweise
Die Art ist vermutlich ein Standvogel. Sie lebt scheu und versteckt auf dem Erdboden, sucht dort nach Pflanzensamen, Früchten und kleinen Wirbellosen, insbesondere Ameisen und Termiten. Sie ist einzeln oder in kleinen Gruppen anzutreffen. Die Brutzeit fällt mit der Regenzeit zusammen. Weibchen werden durch Gesang und Balzverhalten angelockt. Die Art lebt polygyn.
Das Gelege besteht aus 2–3 Eiern in einer flachen Mulde. Oft brütet das Männchen und zieht die Jungen auf, bis sie nach 2 bis 3 Wochen selbständig werden.

## Gefährdungssituation
Der Bestand gilt als „nicht gefährdet“ (Least Concern).